# Cleorodes obliterata
Cleorodes obliterata är en fjärilsart som beskrevs av Wagner 1919. Cleorodes obliterata ingår i släktet Cleorodes och familjen mätare. Inga underarter finns listade i Catalogue of Life.